# Jörg Zittlau
Jörg Zittlau (* 1960 in Düsseldorf) ist ein deutscher freier Wissenschaftsjournalist und Sachbuchautor.
Er hat rund 60 Sachbücher verfasst, die in 20 Sprachen übersetzt wurden.

## Biografie

### Ausbildung und wissenschaftliche Arbeit
Zittlau wuchs in Düsseldorf auf, wo er 1978 sein Abitur ablegte und an der dortigen Heinrich-Heine-Universität die Fächer Philosophie, Soziologie, Biologie und Sport – mit Schwerpunkt Sportmedizin – studierte. Bereits in dieser Zeit betätigte er sich publizistisch und gab eine satirische Studentenzeitschrift heraus. Nach dem Studienabschluss als Magister artium 1985 forschte und lehrte Zittlau von 1986 bis 1992 an der Fachhochschule für öffentliche Verwaltung Nordrhein-Westfalen. Er befasste sich dabei vorrangig mit Stressbewältigung und Gesundheitsmanagement. Ein Schwerpunkt lag auf dem Gesundheitsverhalten im Behördenalltag. Mit der Dissertation Vernunft und Verlockung. Der erotische Nihilismus Otto Weiningers wurde er 1990 an der Universität Düsseldorf zum Dr. phil. promoviert.

### Sachbuchautor
1992 wechselte Zittlau zum Wissenschaftsjournalismus und betätigt sich seitdem als freier Journalist mit den Schwerpunkten Naturheilverfahren, Psychologie und Ernährung. Seine Ratgeber erscheinen zumeist im Südwest-Verlag und im Ludwig Verlag, beide München. Zittlau veröffentlichte aber auch bei Rasch und Röhring, Econ, Droemer Knaur, Gondrom, Herder, Ullstein und Eichborn. Bislang hat er rund 60 Sachbücher verfasst, die zum Teil mehrere Auflagen erlebten und insgesamt in 20 Sprachen übersetzt wurden (Stand 2016).
Bundesweit bekannt machte ihn 1994 sein Buch Eine Elite macht Kasse. Der Professoren-Report, in dem er Missstände und Fehlentwicklungen innerhalb der Wissenschaftsszene offenlegte und anprangerte. In der Folge konzentrierte sich Zittlau allerdings auf das Verfassen von Ratgeber-Literatur. Er ist Autor Dutzender populärwissenschaftlicher und allgemeinverständlicher Bücher zu den Themenfeldern Diäten und gesunde Lebensweise sowie Alternativmedizin. Eines seiner Spezialgebiete sind Heilpflanzen, deren Anwendungsgebiete und Wirkungsweisen er in zahlreichen allgemeinen Ratgebern sowie Monografien – vom Ingwer bis zum Salbei – darlegte. Er befasste sich in diesem Zusammenhang auch mit der gesundheitsfördernden Wirkung verschiedener Tee-Sorten, darunter Grüner Tee, Rotbusch-Tee und Pu-Erh-Tee. Zum immer wieder aufgelegten Bestseller entwickelte sich der zusammen mit Norbert Kriegisch und Dagmar P. Heinke verfasste Ratgeber Hausmittel (erstmals 1995). Auf seinen Erfahrungen als ehemaliger Leichtathlet und als Trainer im Breitensport basiert der Ratgeber Lauf dich glücklich. Der Laufkurs für Körper und Seele (2004).
Zusammen mit der Ernährungswissenschaftlerin Annette Sabersky veröffentlichte Zittlau Die großen Ernährungslügen. Essen mit Nebenwirkungen (2007), Versteckte Dickmacher. Wie die Nahrungsmittelindustrie uns süchtig macht (2009) und Die Qualitätslüge. Einkaufen mit Nebenwirkungen (2009).
Eine besondere Vorliebe hegt er zudem für philosophische Themen, die er in einer ganzen Reihe von Büchern allgemeinverständlich und alltagsbezogen darstellte, so in Die philosophische Rolltreppe (2004) und mehreren Bänden der Reihe Badewannen-Meditationen im Gondrom-Verlag. Durchaus sprachkritisch gemeint war It's cool, man! Neudeutsch für amerikanisierte Germanen (1996), in dem er das zunehmend um sich greifende „Denglisch“ humorvoll aufgriff. In Warum Robben kein Blau sehen und Elche ins Altersheim gehen. Pleiten und Pannen im Bauplan der Natur (2008) beschäftigte er sich mit „Irrtümern der Evolution“.
Neben seinen Buchpublikationen veröffentlicht Zittlau regelmäßig Beiträge in Tageszeitungen, darunter Die Welt, Tagesspiegel und Rheinische Post, sowie in populärwissenschaftlichen Zeitschriften wie Psychologie Heute, natur+kosmos und bild der wissenschaft. Im Jahre 2011 erhielt er den Journalistenpreis der Europäischen Hautkrebsstiftung, 2016 den Medienpreis der Deutschen Diabetes Gesellschaft und 2022 den Journalistenpreis der Deutschen Herzstiftung. Zudem tritt er gelegentlich als Vortragsredner und Gast in Fernseh- und Radiosendungen auf.
Sein Buch Dein Gehirn weiß mehr als du denkst. Neueste Erkenntnisse aus der Hirnforschung (gemeinsam mit Niels Birbaumer) wurde zum Wissenschaftsbuch des Jahres 2015 gewählt.

### Musikalische Betätigung
Neben seiner beruflichen Tätigkeit als freier Wissenschaftsjournalist gehört Zittlaus Leidenschaft dem Musikmachen. Er spielt Gitarre, Slide-Gitarre, Banjo, Mandoline, Blues-Harp und singt. Seine ersten Saiteninstrumente erlernte er im Alter von neun Jahren. In einer Roma-Siedlung wurde er in den so genannten Gypsy-Jazz eingeweiht. Später wechselte er zu Skiffle, Folk und Blues. Er spielte in mehreren Formationen, begleitete Blues- und Gospelsänger wie Champion Jack Dupree, Joan Orleans und Louisiana Red. Derzeit präsentiert er mit Doctor Cleanhead Roots, Gospel, Blues, Folk, Creole und Boogie vom Mississippi. Die vier Musiker greifen dabei auf authentische Instrumente wie National, Mandoline, Banjo, Blues-Harp und Cajon zurück, und daneben gibt es mehrstimmigen Gesang und launig-ironische Ansagen mit Fortbildungscharakter in Sachen Musikgeschichte.
Familie
Zittlau hat zwei Kinder und lebt in Bremen.

## Schriften
- Vernunft und Verlockung. Der erotische Nihilismus Otto Weiningers. Dissertationsschrift, Düsseldorf 1990, ISBN 3-925790-15-2.
- Eine Elite macht Kasse. Der Professoren-Report. Hamburg 1994, ISBN 3-89136-507-1.
- Psycho-Hilfe für jedermann. Klartext zu: Angst, Baby-Blues, Depression, Migräne, Neurodermitis und 45 anderen Stichworten. Hamburg 1995, ISBN 3-89136-531-4.
- zusammen mit Norbert Kriegisch und Dagmar P. Heinke: Hausmittel. Die bewährte Hausapotheke gegen alle Krankheiten. Die besten Rezepte für die Gesundheit. München 1995 (6., komplett überarbeitete und erweiterte Auflage, München 1999, ISBN 3-517-06039-9; Neuausgabe, München 2003, unter dem Titel Hausmittel. Die besten Rezepte für die Gesundheit. Die bewährte Hausapotheke gegen alle Krankheiten – Geprüfte Naturheilmittel ohne Nebenwirkungen. ISBN 3-517-06690-7)
- It‘s cool, man! Neudeutsch für amerikanisierte Germanen. Hamburg 1996, ISBN 3-89136-564-0.
- Lebensfreude und Gesundheit durch Johanniskraut. Die Heilpflanze bei Depressionen, Schlafstörungen und Nervosität nutzen. Mit Rezepturen zur Stärkung des Herzens und zur Behandlung von Verletzungen. München 1997, ISBN 3-517-01936-4.
- zusammen mit Michael Helfferich: Heilpflanzen unserer Heimat. Gesundheit, Schönheit und Wohlbefinden mit selbst gesammelten Kräutern. Anwendung, Heilwirkung und Rezepte. München 1997, ISBN 3-7787-3559-4.
- Grüner Tee für Gesundheit und Vitalität. Die Heilkraft des asiatischen Tees für Körper und Seele nutzen. Die wirksamsten Rezepte zur Behandlung von Krankheiten und zur Schönheitspflege. München 1997, ISBN 3-7787-3616-7.
- Heilende Gewürzküche. Gesundheit und Wohlbefinden durch die sanfte Wirkung von Gewürzen. Rezepte für Tees, Snacks, Hauptspeisen und Desserts. München 1998, ISBN 3-7787-3665-5.
- Die Ideal-Diät für Ihre Blutgruppe. Typgerechte Ernährung – die neue Gesundheitsformel.
  - Hauptband unter diesem Titel, München 1998, ISBN 3-612-20629-X.
  - Rezeptbuch: 150 typgerechte Rezepte. Mit Sonderkur: Schlank und fit in 7 Tagen! München 2000, ISBN 3-612-20677-X.
- Die besten Rezepte aus der Gewürzküche. Die sanfte Heilkraft der Gewürze nutzen. Kochen und backen mit Kräutern aus der Natur. München 1998, ISBN 3-517-08018-7.
- Gesund und schön mit Kefir. Mit den heilenden Inhaltsstoffen das Immunsystem stärken, Herz und Kreislauf schützen und den Darm pflegen. Mit zahlreichen Rezepten für Vitalität und Schönheit. München 1998, ISBN 3-7787-3636-1.
- Die besten Rezepte aus der Hausapotheke. Schnelle und wirksame Hilfe bei Beschwerden und kleinen Unfällen. Sanfte Naturheilmittel ohne Nebenwirkungen. München 1998, ISBN 3-517-08026-8.
- Natürlich heilen mit der Ringelblume. Mit den Wirkstoffen der Calendula zu natürlicher Schönheit und Gesundheit. Sanfte Hilfe bei Hautproblemen und Magen-Darm-Störungen. München 1998, ISBN 3-7787-3690-6.
- Johanniskraut. Heilmittel der Natur. Depressionen, Schlafstörungen und Nervosität vorbeugen. Mit Rezepturen zur Stärkung von Herz und Kreislauf. München 1998, ISBN 3-517-08043-8.
- Rotbuschtee für Gesundheit und Schönheit. Mit den heilenden Inhaltsstoffen des Rotbusch- oder Rooibostees Krankheiten vorbeugen, wirksam behandeln und sich rundum wohl fühlen. München 1998, ISBN 3-7787-3691-4.
- Schmerzmittelersatzstoffe: Heilkraft der Natur. Natürliche Alternativen zu synthetischen Medikamenten. Einfach anzuwenden, billig und ohne Nebenwirkungen. München 1999, ISBN 3-517-08051-9.
- Gesundheit aus der Kraft der Wurzeln. Heilrezepte mit Angelika, Baldrian, Ginseng, Löwenzahn & Co. Mit Tees, Tinkturen und Bädern Schmerzen lindern, Psyche und Lebenskraft stärken. Ursprüngliches Heilwissen für Körper und Seele. München 1999, ISBN 3-517-07792-5.
- Das individuelle Selbsthilfeprogramm bei Tinnitus und Hörsturz. Die möglichen Ursachen erkennen und mit Naturheilmethoden optimal behandeln. München 1999, ISBN 3-517-08059-4.
- Natürlich heilen mit Salbei. Mit der sanften Kraft der Heilpflanze Infektionen, Entzündungen, Wunden und Magen-Darm-Erkrankungen lindern. Die besten Rezepturen für Gesundheit und Schönheit. München 1999, ISBN 3-7787-3737-6.
- Der Raucher-Ernährungsplan. Gesundheitsrisiken mindern durch Vitalstoffe. München 1999, ISBN 3-612-20647-8.
- Erfolgreich abnehmen mit Pu-erh-Tee. Mit dem natürlichen Fettkiller zum Wohlfühlgewicht. Cholesterinwerte regulieren, die Verdauung anregen und den Körper entgiften. München 1999, ISBN 3-7787-3815-1.
- Lexikon der Gewürze. Ob süß, ob pikant – die besten Gewürzkombinationen mit Gesundheitseffekt. München 1999, ISBN 3-517-08097-7.
- Nicht mehr rauchen und dabei schlank bleiben. Das neue Diät- und Fitneßprogramm. München 2000, ISBN 3-612-20660-5.
- Schmerzen lindern mit Magneten. Heilmagneten richtig anwenden bei Schmerzen von Muskeln, Gelenken und Zähnen, bei Schlafstörungen, Erkältungen und Verstopfung. München 2000, ISBN 3-517-06164-6.
- zusammen mit Norbert Kriegisch: Praxisbuch der gesunden Ernährung. Iss dich fit! München 2000, ISBN 3-517-06313-4.
- Das große Buch vom grünen Tee. Die Heilkraft des asiatischen Tees für Körper und Seele nutzen. Die wirksamsten Rezepte zur Behandlung von Krankheiten und Schönheitspflege. München 2000, ISBN 3-7787-3895-X.
- Heilende Magnete. Heilmagnete gezielt anwenden. Mit der Kraft der Magnete Krankheiten und Schmerzen wirkungsvoll lindern. München 2000, ISBN 3-517-06387-8.
- Fatblocker. Die neue Erfolgsdiät. München 2001, ISBN 3-517-06306-1.
- Frauen essen anders, Männer auch. Fakten und Hintergründe zum Speiseplan der Geschlechter. Frankfurt am Main 2002, ISBN 3-8218-3905-8.
- zusammen mit Hans-Ulrich Grimm: Vitaminschock. Die Wahrheit über Vitamine: Wie sie nützen, wann sie schaden. München 2002, ISBN 3-426-27250-4.
- Buddha für Manager. München 2002, ISBN 3-430-19937-9.
- Die Adam-und-Eva-Diät. Gemeinsam leben – kochen – abnehmen. Frankfurt am Main 2003, ISBN 3-8218-3983-X.
- Gandhi für Manager. Der andere Weg zum Erfolg. Frankfurt am Main 2003, ISBN 3-8218-5563-0.
- Das Alma-Fitness-Buch. Für immer fit! . Rastatt 2004, ISBN 3-8118-2934-3.
- Lauf dich glücklich. Der Laufkurs für Körper und Seele. Stuttgart 2004, ISBN 3-332-01519-2.
- Die philosophische Rolltreppe. Kleines Lexikon der Denker und ihrer universellen Weltweisheiten. Frankfurt am Main 2004, ISBN 3-8218-3968-6.
- zusammen mit Dieter Trzolek: Die natürliche Sportlerapotheke. Die besten Hausmittel für Fitness und Leistungssteigerung. München 2004, ISBN 3-517-06753-9.
- Das Gandhi-Prinzip. Die sanfte Art, sich durchzusetzen. Freiburg im Breisgau, Basel und Wien 2005, ISBN 3-451-05554-6.
- Philosophische Gedankensplitter. 77 Weisheiten großer Denker. Bindlach 2005, ISBN 3-8112-2469-7.
- Nordic Walking. Der Einsteigerkurs für dauerhaftes Wohlbefinden. Stuttgart 2005, ISBN 3-332-01618-0.
- Der Lebensmitteldoktor. Den individuellen Nährstoffmangel bei Alltagsbeschwerden natürlich ausgleichen. München 2005, ISBN 978-3-517-06933-3.
- Entdecke deine innere Kraft. Bindlach 2005, ISBN 3-8112-2639-8.
- Die Rheuma-Revolution. München 2005, ISBN 3-931294-13-7.
- Gebrauchsanleitung zum Philosophieren. Bindlach 2006, ISBN 978-3-8112-2735-4.
- Heilmittel Ginkgo. Alles über die positive Wirkung für Körper, Geist und Seele. München 2006, ISBN 978-3-517-06951-7.
- Mehr Lust am Lieben. Die besten Mittel aus der Natur für mehr Lust und Potenz. München 2006, ISBN 978-3-517-06925-8.
- Glücksanleitung für den Alltag. Bindlach 2006, ISBN 978-3-8112-2838-2.
- Ideen, die mein Leben verändern. Bindlach 2007, ISBN 978-3-8112-2908-2.
- zusammen mit Annette Sabersky: Die großen Ernährungslügen. Essen mit Nebenwirkungen. München 2007, ISBN 978-3-426-78002-2.
- Warum Robben kein Blau sehen und Elche ins Altersheim gehen. Pleiten und Pannen im Bauplan der Natur. mit Illustrationen von Lucia Obi. Berlin 2007, ISBN 978-3-430-30012-4.
- Warum Affen für die Liebe zahlen. Noch mehr Pleiten und Pannen im Bauplan der Natur. mit Illustrationen von Lucia Obi. Berlin 2008 (Taschenbuchausgabe Berlin 2009, ISBN 978-3-548-37297-6).
- zusammen mit Annette Sabersky: Versteckte Dickmacher. Wie die Nahrungsmittelindustrie uns süchtig macht. München 2009, ISBN 978-3-426-78119-7.
- zusammen mit Annette Sabersky: Die Qualitätslüge. Einkaufen mit Nebenwirkungen. München 2009, ISBN 978-3-426-78212-5.
- Ingwer. Natürlich gesund mit der asiatischen Heilwurzel. Stuttgart 2009, ISBN 978-3-7831-9050-2.
- Jetzt helfe ich mir selbst. Die besten Hausmittel für alle Fälle. München 2009, ISBN 978-3-517-08555-5.
- Matt und elend lag er da. Berühmte Kranke und ihre schlechten Ärzte. Berlin 2009, ISBN 978-3-550-08779-0.
- Sie meinten's herzlich gut. Berühmte Leute und ihre schrecklichen Eltern. Berlin 2010, ISBN 978-3-471-35054-6.
- Nerds. Wo eine Brille ist, ist auch ein Weg. Berlin 2011, ISBN 978-3-471-35069-0.
- Langweiler leben länger. Über die wahren Ursachen eines langen Lebens. Gütersloh 2012, ISBN 978-3-579-06647-9.
- zusammen mit Annette Sabersky: Echte Wurst hat kein Gesicht. Wie Kinder wieder Spaß am Essen finden. München 2014, ISBN 978-3-453-60268-7.
- Wer braucht denn noch Sex?: Warum wir es immer seltener tun – und warum das nicht so schlimm ist. Gütersloh 2014, ISBN 978-3-579-07062-9.
- mit Niels Birbaumer: Dein Gehirn weiß mehr, als du denkst. Neueste Erkenntnisse aus der Hirnforschung. Ullstein, Berlin 2014, ISBN 978-3-550-08031-9.
- mit Niels Birbaumer: Denken wird überschätzt. Warum unser Gehirn die Leere liebt. Ullstein, Berlin 2016, ISBN 978-3-550-08123-1.
- Leg dich nicht mit Krähen an. Wie die Tierwelt zurückschlägt. Aufbau, Berlin 2017, ISBN 978-3-7466-3293-3.
- Die heilende Kraft der Bienen. Sanft heilen mit Honig, Propolis, Gelée Royale und Co. Heyne, München 2020, ISBN 978-3-453-60525-1